# Genukharjo
Genukharjo is een bestuurslaag in het regentschap Wonogiri van de provincie Midden-Java, Indonesië. Genukharjo telt 3449 inwoners (volkstelling 2010).